# Gazmend Husaj
Gazmend Husaj (né le 23 décembre 1987 à Pejë, Kosovo est un joueur kosovo-albanais de volley-ball. Il mesure 2,01 m et joue réceptionneur-attaquant. Il est international albanais.

## Clubs
| Club                 | De        | À         |
| -------------------- | --------- | --------- |
| Peja                 |           |           |
| Shkendija Tetovo     |           |           |
| Pristina Tirana      |           |           |
| Chênois Genève       | 2009-2010 | 2009-2010 |
| Studenti Tirana      | 2010-2011 | 2010-2011 |
| Al-Muharraq SC       | 2011-2012 | 2011-2012 |
| Qatar SC             | 2012-2013 | 2012-2013 |
| Pallavolo Plaisance  | 2013-2014 | 2013-2014 |
| Maliye Milli Piyango | 2014-2015 | 2014-2015 |
| İnegöl Belediye      | 2015-2016 | 2017-2018 |
| Tours VB             | 2018-2019 | 2018-2019 |
| Olympiakos Le Pirée  | 2019-2020 | 2019-2020 |
| Bursa BB             | 2020-2021 | ...       |

## Palmarès

### Club
Championnat de France (1)
- Vainqueur : 2019

Coupe de France (1)
- Vainqueur : 2019

Championnat d'Albanie
- Finaliste : 2011

Coupe d'Italie (1)
- Vainqueur : 2014

Supercoupe de Suisse (1)
- Vainqueur : 2010

### Distinctions individuelles
- Meilleur joueur du championnat de Suisse 2010